# Nohant-en-Graçay
Nohant-en-Graçay és un municipi francès, situat al departament de Cher i a la regió de Centre – Vall del Loira. L'any 2007 tenia 312 habitants.

## Demografia

### Població
El 2007 la població de fet de Nohant-en-Graçay era de 312 persones. Hi havia 136 famílies, de les quals 36 eren unipersonals (8 homes vivint sols i 28 dones vivint soles), 56 parelles sense fills, 36 parelles amb fills i 8 famílies monoparentals amb fills.
La població ha evolucionat segons el següent gràfic:
Habitants censats

### Habitatges
El 2007 hi havia 186 habitatges, 139 eren l'habitatge principal de la família, 36 eren segones residències i 11 estaven desocupats. 183 eren cases i 1 era un apartament. Dels 139 habitatges principals, 124 estaven ocupats pels seus propietaris, 12 estaven llogats i ocupats pels llogaters i 3 estaven cedits a títol gratuït; 1 tenia una cambra, 10 en tenien dues, 26 en tenien tres, 42 en tenien quatre i 60 en tenien cinc o més. 88 habitatges disposaven pel capbaix d'una plaça de pàrquing. A 68 habitatges hi havia un automòbil i a 63 n'hi havia dos o més.

### Piràmide de població
La piràmide de població per edats i sexe el 2009 era:
| Homes | Edats   | Dones |
| ----- | ------- | ----- |
| 0     | 95 o +  | 0     |
| 0     | 90 a 94 | 0     |
| 4     | 85 a 89 | 8     |
| 8     | 80 a 84 | 4     |
| 12    | 75 a 79 | 8     |
| 8     | 70 a 74 | 8     |
| 12    | 65 a 69 | 8     |
| 12    | 60 a 64 | 12    |
| 0     | 55 a 59 | 20    |
| 8     | 50 a 54 | 0     |
| 4     | 45 a 49 | 0     |
| 12    | 40 a 44 | 4     |
| 28    | 35 a 39 | 12    |
| 12    | 30 a 34 | 24    |
| 0     | 25 a 29 | 0     |
| 0     | 20 a 24 | 0     |
| 0     | 15 a 19 | 4     |
| 4     | 10 a 14 | 4     |
| 8     | 5 a 9   | 8     |
| 4     | 0 a 4   | 4     |

## Economia
El 2007 la població en edat de treballar era de 185 persones, 125 eren actives i 60 eren inactives. De les 125 persones actives 118 estaven ocupades (64 homes i 54 dones) i 7 estaven aturades (5 homes i 2 dones). De les 60 persones inactives 34 estaven jubilades, 7 estaven estudiant i 19 estaven classificades com a «altres inactius».

### Ingressos
El 2009 a Nohant-en-Graçay hi havia 120 unitats fiscals que integraven 277 persones, la mediana anual d'ingressos fiscals per persona era de 16.508 €.

### Activitats econòmiques
Dels 9  establiments que hi havia el 2007, 1 era d'una empresa extractiva, 1 d'una empresa de construcció, 1 d'una empresa de transport, 2 d'empreses d'hostatgeria i restauració, 1 d'una empresa de serveis, 1 d'una entitat de l'administració pública i 2 d'empreses classificades com a «altres activitats de serveis».
Dels 2 establiments de servei als particulars que hi havia el 2009, 1 era una fusteria i 1 restaurant.
L'únic establiment comercial que hi havia el 2009 era una fleca.
L'any 2000 a Nohant-en-Graçay hi havia 21 explotacions agrícoles que ocupaven un total de 1.875 hectàrees.

## Poblacions més properes
El següent diagrama mostra les poblacions més properes.